# Gericht Hofrieden

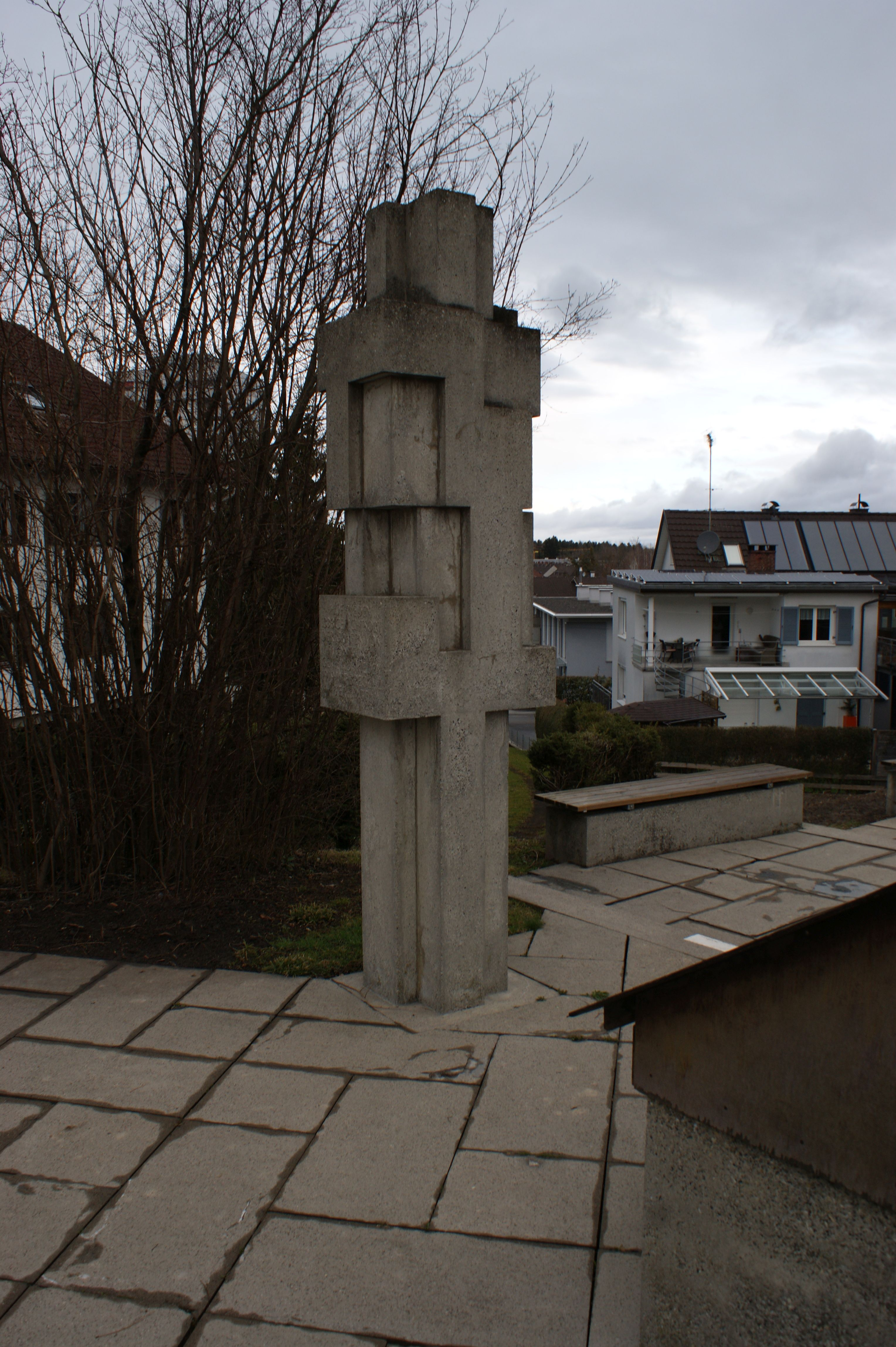
Erinnerungsstätte an das Gericht Hofrieden im Ortsteil Rieden in der Stadt Bregenz

Das Gericht Hofrieden (auch: Landgericht Hofrieden) in Lochau (Vorarlberg, Österreich) wird urkundlich erstmals 1354 erwähnt. Es bestand bis 1806, als die bisherigen Gerichtskreise anlässlich der Herrschaftsübernahme auf dem Gebiet des heutigen Vorarlbergs durch Bayern im Zuge der napoleonische Kriege aufgehoben wurden.

## Umfang
Das Landgericht Hofrieden umfasste die Gemeinden Fluh, Hörbranz, Hohenweiler, Langen bei Bregenz, Lochau, Möggers (mit Eichenberg) und Rieden bei Bregenz mit dem Vorkloster sowie Kennelbach. Die Stadt Bregenz unterstand einer eigenen Gerichtsbarkeit. Die Gerichtsgrenze zwischen Lochau und der Stadt Bregenz verlief lange Zeit am Eichholzbach (1490 bis 1598), dann wurde diese zum Tannenbach (früher auch Triebenbach genannt), der noch heute die Grenze zwischen der Gemeinde Bregenz und Lochau bildet, mit der „Burgfriedenserweiterung“ vom 28. August 1598 verlegt (1602 durch Kaiser Rudolf II. bestätigt).

## Gerichtsherren und Geschichte
Das Gericht Hofrieden gehörte bis zum 5. September 1523 zum Besitz der jüngeren Linie der Grafen von Montfort-Bregenz, danach zu den Habsburgern. Ab 1523 diente zeitweise der Ansitz Mildenberg (heute ein Wohnhaus in Bregenz) als Amtssitz des Gerichts Hofrieden. Das Gericht Hofrieden war beim ersten Ständetag in Feldkirch 1541 vertreten. 1553 wurde eine neue Gerichtsordnung erlassen.
Aufgrund der Belastungen aus dem kurz zuvor zu Ende gegangenen Dreißigjährigen Krieg (1618 bis 1648) wurde am 26. August 1654 die Zölle, die Steckenschau und die niedere Gerichtsbarkeit des Gerichts Hofrieden an die Stadt Bregenz um 9000 Gulden verpfändet (bis 1672).
1679 versicherte Kaiser Leopold den Untertanen des Gerichts Hofsteig schriftlich, dass diese zukünftig nicht mehr verkauft, getauscht, versetzt, verpfändet oder dergleichen werden dürfen. Dieser Zusicherung folgt 1713 die Aufhebung der Leibeigenschaft im Gericht Hofrieden durch Karl VI.
Am 8. April 1695 wird eine Instruction für die Scharfrichter derer Vier Herrschaften in Vorarlberg erlassen.
Am 14. Oktober 1785 wurde von Joseph II. eine Gerichtsregulierung angeordnet. Der bisherige Gerichtssitz am Amtssitz des jeweiligen gewählten Amtmannes sollte abgelöst werden und ein eigenes Gerichtshaus auch im Gericht Hofrieden geschaffen werden. Der Landammann Wilhelm Rhomberg und die zwölf Geschworenen der Gerichtsgemeinden einigten sich darauf, das Gerichtshaus in der Mitte des Gerichts Hofrieden zu bauen, im Dorf Lochau. 1788 wurde über den Bauplatz verhandelt und 1789/1790 wurde das Haus gebaut (siehe: Gasthaus zum Adler)
Durch den Frieden von Preßburg musste Vorarlberg und Tirol und andere Gebiete Österreichs an Bayern abgetreten werden. Das Gericht Hofrieden wurde mit der Aufhebung der Landständischen Verfassung 1806, wie 21 andere Landgerichte und drei Stadtgerichte in Vorarlberg, aufgehoben und es wurden sieben Landgerichtskreise gebildet (dann Bezirksgerichte).
Als 1890 die recht einsam gelegenen ehemaligen Wohn- und Wirtschaftsgebäude des Scharfrichters Fidel Forster im Hintermoos in Lochau abbrannten, wurden diese nicht mehr aufgebaut. Heute steht in dieser Parzelle, neben wenigen Wohnhäusern, die weithin sichtbare Hauptstütze (Stütze 1) der Pfänderbahn.

## Benachbarte Hinrichtungsstätten
In einer Urkunde vom 9. Januar 1498 wird ein Hochgericht im Bereich der Wellenau (Parzelle vor der Klause in Lochau) genannt, auf dem der Galgen der Herrschaft Bregenz stand. Bis ins 19. Jahrhundert sollen hier Hinrichtungen stattgefunden haben. Auf dem Gelände dieser ehemaligen Hinrichtungsstätte wurde 1873 die Villa Fairholme (auch: Villa Wellenau) von Sir Georg Fairholme erbaut. Diese wurde 1976 abgebrochen.
Marx Sittich von Ems ließ in seiner Funktion als Vogt, 50 Bauern auf dem alten Henkerplatz  an der Leiblach  an Eichen aufhängen, die ihre Rechte im Rahmen eines Bauernaufstandes eingefordert hatten. Der Platz dort wird bis heute als „Henkeichen“ bezeichnet. 1526 wurde auch die Anführer dieser Bauern, Knopf von Leubas und Kunz Wirt gefangen genommen, wiederholt gefoltert und vermutlich beim alten Hochgericht der Stadt Bregenz bei Wellenau durch den Strang hingerichtet.